# Elisabeth Magel
Elisabeth Magel (* vor 1977) ist eine deutsche Botanikerin, Chemikerin und Hochschullehrerin für Holzbiologie an der Universität Hamburg.

## Leben
Magel studierte von 1977 bis 1983 Chemie und Biologie an der TU München. 1986 folgte die Promotion zum Dr. rer. nat. In den Folgejahren arbeitete sie bis 1991 als Postdoc am Lehrstuhl für Botanik der TU München unter Hubert Ziegler. Nach dem Wechsel an die Universität Tübingen wirkte Magel bis 2000 als wissenschaftliche Mitarbeiterin am Lehrstuhl für Physiologische Ökologie der Pflanzen. Im Jahre 2000 habilitierte sie sich und erhielt die venia legendi für die Fächer Botanik und Pflanzenphysiologie. Nach ihrer Habilitation arbeitete sie noch bis 2003 als wissenschaftliche Oberassistentin an der Universität Tübingen. 2003 folgte sie dem Ruf an die Universität Hamburg und besetzt seitdem den Lehrstuhl für Holzbiologie am Zentrum Holzwirtschaft.

## Forschung und Lehre
Die Schwerpunkte der Lehrtätigkeit von Elisabeth Magel sind der Klimawandel, speziell der Einfluss von Trockenstress auf die Pathogen-Abwehr, sowie neuartige Erkrankungen an Stadtbäumen, ferner die Molekularbiologie und Biochemie, speziell Molekular-Charakterisierung von Verfärbungsreaktionen und molekulare Holzarten-Identifizierung.

## Publikationen
- Untersuchungen über Struktur und Funktion von gesunden und geschädigten Fichten (Picea abies (L.) Karst.) im Experiment und am natürlichen Standort 1986, (Dissertation)
- Die „Lametta“ Tracht, ein Schadsymptom? in: allgemeine Forstzeitschrift, Band 42, Ausgaben 27-52, Bayerischer Landwirtschaftsverlag, 1987.